# Накловский повет
Накловский пове́т (пол. Powiat nakielski) — повет (район) в Польше, входит как административная единица в Куявско-Поморское воеводство. Центр повета — город Накло-над-Нотецью. Занимает площадь 1120,48 км². Население — 86 841 человек (на 31 декабря 2015 года).

## Административное деление
- города: Кцыня, Мроча, Накло-над-Нотецью, Шубин
- городско-сельские гмины: Гмина Кцыня, Гмина Мроча, Гмина Накло-над-Нотецью, Гмина Шубин
- сельские гмины: Гмина Садки

## Демография
Население повета дано на 31 декабря 2015 года.
| Перепись            | Всего  | Мужчины | Женщины |
| ------------------- | ------ | ------- | ------- |
| Всего               | 86 841 | 43 060  | 43 781  |
| Городское население | 37 583 | 18 243  | 19 340  |
| Сельское население  | 49 258 | 24 817  | 24 441  |